# 加馬 (昆迪納馬卡省)

加馬（西班牙語：Gama）是哥倫比亞的城鎮，位於該國中部，由昆迪納馬卡省負責管轄，距離首府波哥大113公里，始建於1846年，面積123平方公里，海拔高度1,809米，2005年人口3,776。
4°46′N 73°37′W / 4.767°N 73.617°W